# Sveriges Akademikers Nykterhetsförbund
Sveriges Akademikers Nykterhetsförbund, SAN, var ett svenskt nykterhetsförbund för akademiker. Organisationen hade sina rötter i Sveriges studerande ungdoms helnykterhetsförbund (SSUH).
Sveriges Akademikers Nykterhetsförbund arrangerade sedan mitten av 1970-talet en årlig uppsatstävling för skolungdomar. Organisationen slogs 2018 samman med Sveriges Lärares Nykterhetsförbund (SLN), och bildade genom det den nya organisationen Drogfri Uppväxt.